# Johannes de Muris
Johannes de Muris, Jehan Des Murs (ur. ok. 1295–1300, Lisieux, Normandia, zm. ok. 1360) – francuski astronom, matematyk i czołowy teoretyk muzyki średniowiecza. Autor pięciu rozpraw muzycznych, w tym najpopularniejszego w XV-wiecznej Europie Środkowej traktatu muzycznego i podręcznika Musica speculativa z 1323 r. (15 ze wszystkich zachowanych 23 rękopiśmiennych egzemplarzy pochodzi z tego terenu, w tym 7 z Uniwersytetu Jagiellońskiego w Krakowie). Od 1321 był związany z paryską Sorboną. Pozostawał z kontaktach z Philippem de Vitry, który był czytelnikiem jego traktatów.

## Pisma matematyczne i astronomiczne
- Arithmetica speculativa, 1324?,
- Opus quadripartitum numerorum (4 ks.), 1344,
- Libellus de correctione numeri aurei, 1346-47 (poświęcona reformie kalendarza).

## Rozprawy muzyczne
Jest pierwszym znanym z nazwiska teoretykiem, który podjął się opisu i uporządkowania notacji menzuralnej epoki ars nova w swoim traktacie Libellus cantus mensurabilis (ok. 1340). Jest to zresztą najczęściej kopiowana rozprawa menzuralna średniowiecza, zachowana w 47 kopiach, komentowana przez Prosdocimusa de Beldemandis i Ugolina de Orvieto. Część pierwsza jego Ars contrapuncti, pt. Quilibet affectans, jest jednym z najwcześniejszych traktatów kontrapunktycznych i najliczniej zachowanym spośród XIV- i XV-wiecznych tekstów na ten temat. Rozważa w nim kwestie podziału konsonansów (na doskonałe i niedoskonałe) oraz określa reguły ich następstwa.
W czasach nowożytnych został wydany drukiem najpierw w ramach trzytomowej serii Scriptores ecclesiastici de musica sacra potissimum (red. Martin II Gerbert, 1784), a następnie w Scriptorum de musica medii aevi nova series, t. I-IV (red. Charles Edmond Henri de Coussemaker, Paryż 1864-76). U Gerberta pojawiają się błędne nazwy traktatów: Ars discantus zamiast Musica theorica (I ks. Notitia artis musicae) oraz Quaestiones super partes musicae zamiast Compendium musicae practicae.

### Wykaz tekstów
- Notitia artis musicae (czasem jako Ars novae musicae, 1319–21 (ks. I. Musica theorica, ks. II: Musica practica):
  - red. Ulrich Michels [w:] Corpus Scriptorum de Musica, t. 17, American Institute of Musicology 1972, s. 47–107;
- Compendium musicae practicae, ok. 1322:
  - red. Ulrich Michels [w:] Corpus Scriptorum de Musica, t. 17, American Institute of Musicology 1972, s. 119–46;
- Musica speculativa secundum Boetium, znana także jako Musica Muris, czerwiec 1323 (drugie wydanie skrócone przez autora w 1325):
  - red. Chirstoph Falkenroth, „Beihefte zum Archiv für Musikwissenschaft”, z. 34, Stuttgart 1992,
  - red. Elżbieta Witkowska-Zaremba, „Musica Muris” i nurt spekulatywny w muzykografii średniowiecznej, Studia Copernicana, t. 32, Warszawa 1992, s. 171–248,
  - red. Susan Fast, Johannis de Muris musica (speculativa), Ottawa 1994;
- Libellus cantus mensurabilis secundum Johannes de Muris, ok. 1340, autorstwo wątpliwe:
  - red. Daniel Seth Katz, The Earliest Sources for the ‘Libellus cantus mensurabilis secundum Johannem de Muris’ (rozprawa doktorska, Duke University 1989), s. 266–88;
- Ars contrapuncti secundum Johannes de Muris, po 1340;
- De sonis musicis, zaginiony.